# Gregor von Nin

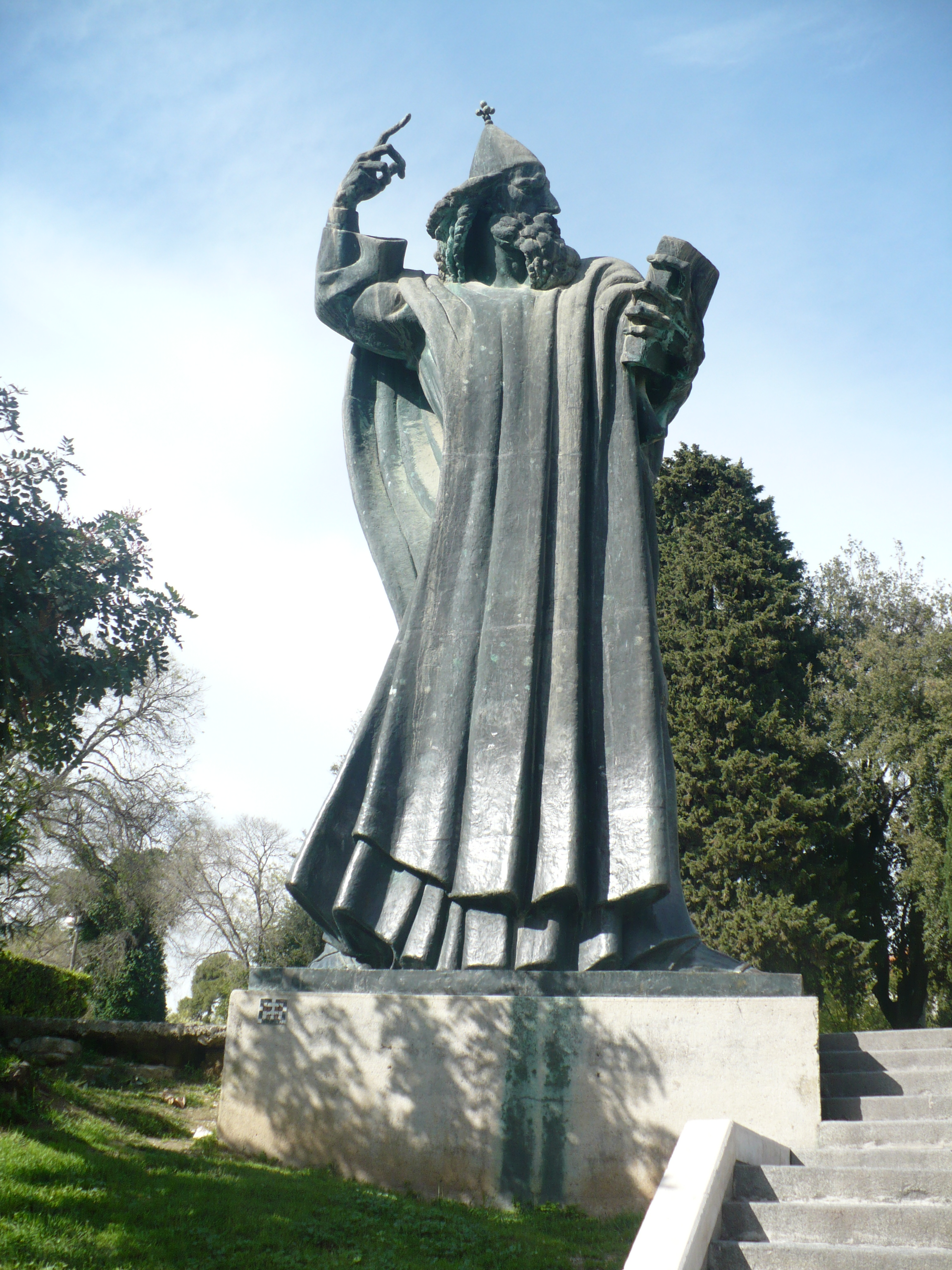
Die monumentale Statue des Gregor von Nin in Split, die von Ivan Meštrović angefertigt wurde

Gregor von Nin (kroatisch Grgur Ninski) war etwa von 900 bis 929 der Bischof von Nin (lateinisch Aenona) sowie Kanzler des mittelalterlichen kroatischen Königreiches. In der kroatischen Nationalhistoriographie des 19. Jahrhunderts wurde ihm oftmals eine Rolle als Verteidiger des Gottesdienstes in slawischer Sprache und der glagolitischen Schrift zugesprochen, dafür sind aber in den überlieferten Quellen, insbesondere den Akten der Synoden von 925 und 928, keine Hinweise erhalten.

## Leben

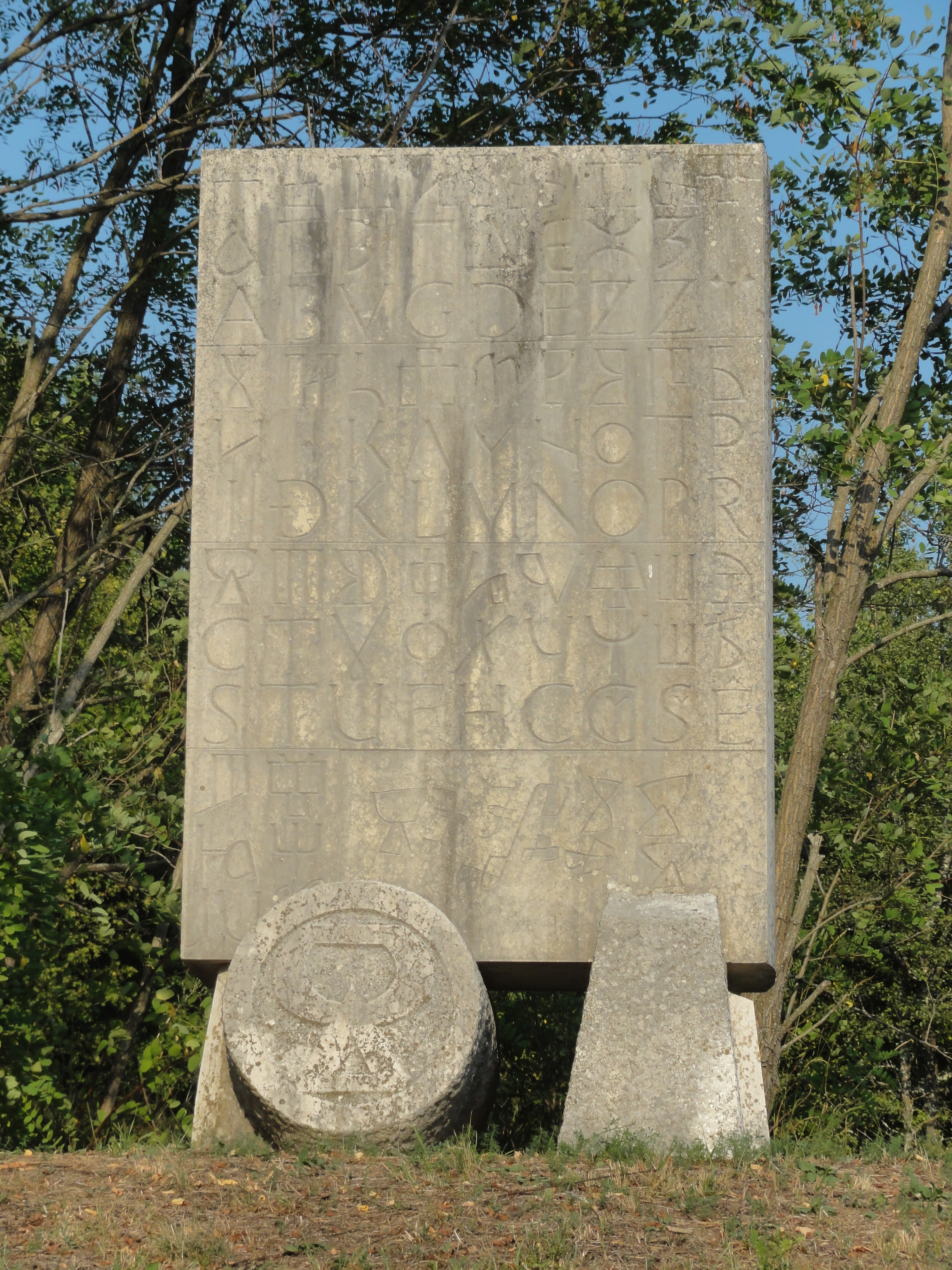
Das Denkmal für Gregor von Nin, als vermeintlichem Verteidiger der Glagolitischen Schrift, an der von Roč nach Hum führenden Glagolitischen Allee

Als im Jahre 923 Tomislav zum König ernannt wurde, zählte Bischof Gregor bereits zu den führenden Vertretern des Klerus in Kroatien. Auf dem Konzil von Split im Jahre 925 beanspruchte er den Titel eines episcopus chroatorum. Bei den Synoden von 925 und 928 wurde vor allem über die Reorganisation der einige Jahre zuvor von der Jurisdiktion des Patriarchen von Konstantinopel in die Zuständigkeit des römischen Papstes übergegangene Kirchenprovinz Dalmatien verhandelt. Das Bistum Nin war dabei das einzige in nachantiker Zeit gegründete Bistum. Der Gottesdienst in slawischer Sprache war auf den beiden Synoden nur am Rande Thema.
Auf der zweiten Synode aus dem Jahre 928, die ebenfalls in Split tagte, wurde die Ninische Diözese aufgelöst und Gregor von Nin wurde die Diözese von Skradin zugeteilt.
Gregor von Nin verlor ebenfalls den Streit um den Titel des Primas von Dalmatien (Primas Dalmatiae), der dem Bistum Split als Nachfolgerin der Diözese von Salona erteilt wurde.

## Denkmäler

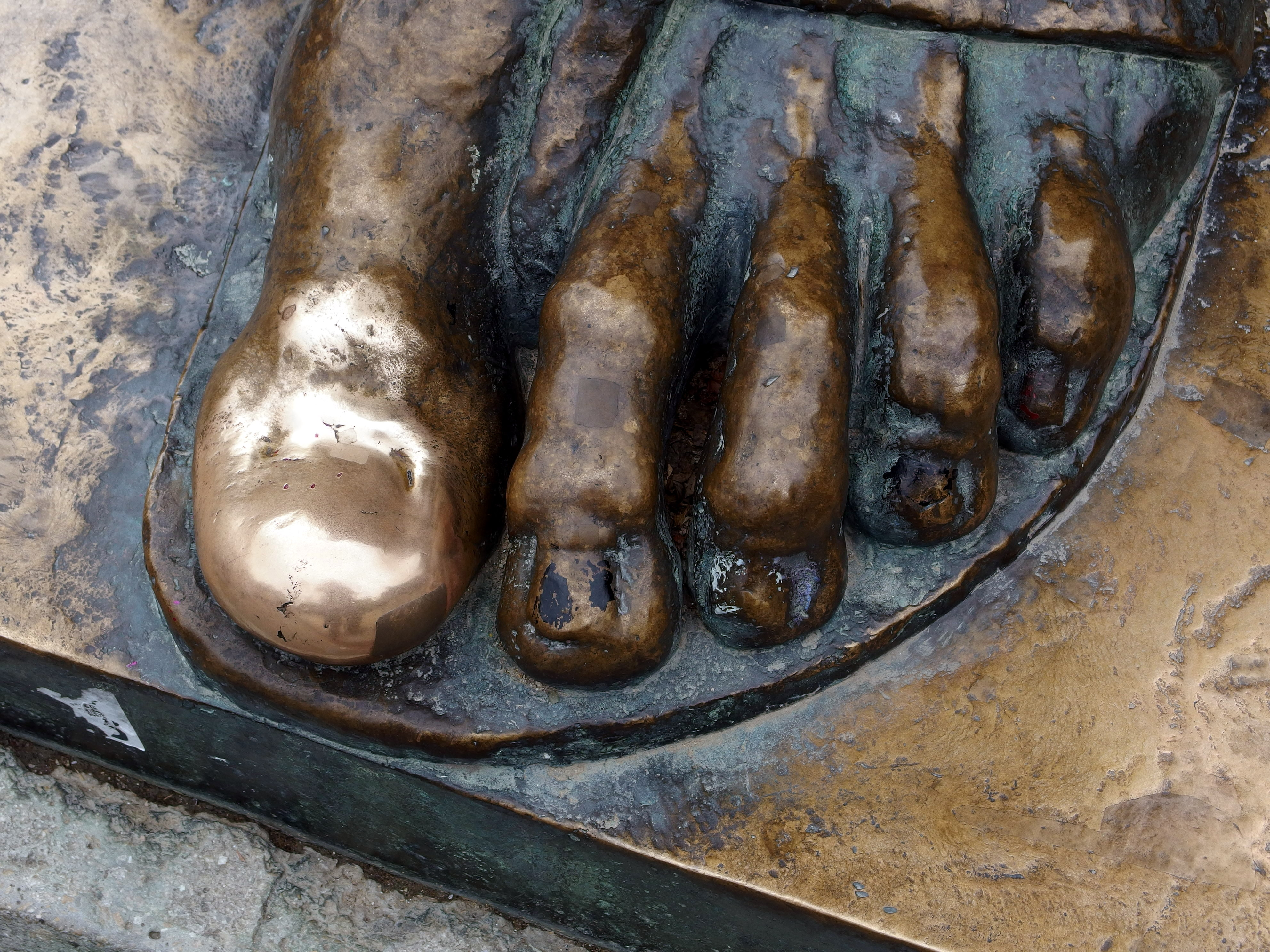
Die linke große Zehe des Denkmals in Split

Zu Ehren des Gregor von Nin wurden drei Bronzestatuen aufgestellt, die alle vom kroatischen Bildhauer Ivan Meštrović geschaffen wurden. Das erste Denkmal wurde am 20. September 1931 der Stadt Varaždin geschenkt, das zweite etwas größere und monumentalere befindet sich in Split. Viele Besucher Splits berühren die linke große Zehe dieses fast 10 m hohen Denkmals, wodurch sie sich nach einer Legende Glück und Gesundheit erhoffen. Ein kleineres Replikat der Statue wurde am 10. September 1969 in Nin zu Ehren des neunhundertjährigen Bestehens der Bulle des kroatischen Königs Petar Krešimir IV. in der Nähe der Kirche des heiligen Anselm eingeweiht. In dieser Bulle wurde zum ersten Mal unser Meer (mare nostrum) erwähnt, was viele Historiker für einen Beweis der kroatischen Herrschaft sowohl über Land als auch über das Meer halten.